# Exoprosopa rhodesiensis
Exoprosopa rhodesiensis är en tvåvingeart som beskrevs av Hesse 1956. Exoprosopa rhodesiensis ingår i släktet Exoprosopa och familjen svävflugor. Inga underarter finns listade i Catalogue of Life.